# Rubus rosarius
Rubus rosarius är en rosväxtart som beskrevs av Liberty Hyde Bailey. Rubus rosarius ingår i släktet rubusar, och familjen rosväxter. Inga underarter finns listade i Catalogue of Life.